# Talijanska Somalija
Talijanska Somalija bila je talijanska kolonija u današnjoj Somaliji. Službeno je ovo područje bilo talijanski protektorat od 1889. do 1905., a poslije toga talijanska kolonija. Godine 1936., poslije drugog talijansko-abesinskog rata je ova kolonija postala dio Talijanske Istočne Afrike zajedno s Etiopijom i Eritrejom.
Tijekom Drugog svjetskog rata 1941. godine, ovu regiju su okupirali Britanci koji su je napustili 1949. godine. Upravu nad ovim teritorijem su tad Ujedinjeni narodi prepustili Italiji. Dana 1. srpnja 1960., Talijanska Somalija postaje nezavisna i ujedinjuje se s Britanskom Somalijom, koja je stekla nezavisnost četiri dana prije, u Republiku Somaliju.